# 豊田久美子
豊田 久美子（とよだ くみこ）は日本の看護学者（基礎看護学）。京都看護大学学長（2014年4月 - ）。研究分野は基礎看護学。

## 来歴
京都市立看護短期大学学長(2012 - 2013）、京都市立看護短期大学教授（2007 - ）滋賀県立大学人間看護学部教授(2003 - 2007）を歴任。
足浴ケアによる臨床看護への効果等を主研究とする。

## 主な論文
- 「ターミナル・ケアにおける医療者-患者関係の国際比較 足浴による看護」(共著;平英美）
- 「日本文化において末期がん患者を看取る看護者の感情労働に関する研究」
- 「足浴ケアが術後排尿困難の改善に与える効果に関する検証 」

など

## 著書
- 「今、ここ」にかかわる看護―患者支援のためのコミュニケーション 　豊田久美子、任 和子